# Lucien Lester Ainsworth
Lucien Lester Ainsworth, född 21 juni 1831 i Madison County, New York, död 19 april 1902 i West Union, Iowa, var en amerikansk politiker (demokrat). Han var ledamot av USA:s representanthus 1875–1877.
Ainsworth är begravd på West Union Cemetery i West Union i Iowa.